# Claudio Passarelli
Claudio Passarelli (ur. 18 stycznia 1965 w Ludwigshafen am Rhein) – zachodnioniemiecki, a potem niemiecki zapaśnik walczący w stylu wolnym. Dwukrotny olimpijczyk. Czternasty w Seulu 1988 i dziesiąty w Barcelonie 1992. Walczył w kategorii 68 kg.
Złoty medalista mistrzostw świata w 1989 i brązowy w 1986. Piąty na mistrzostwach Europy w 1987. Mistrz świata juniorów w 1983 roku.
Mistrz RFN w 1984, 1985, 1988 i 1989; drugi w 1987. Mistrz Niemiec w 1992 i 1994; trzeci w 1991 roku.
Jego brat Pasquale Passarelli również był zapaśnikiem, mistrzem olimpijskim z Los Angeles 1984.